# Pseudolaophonte proteus
Pseudolaophonte proteus is een eenoogkreeftjessoort uit de familie van de Laophontidae. De wetenschappelijke naam van de soort is voor het eerst geldig gepubliceerd in 1950 door Klie.